# しあわせ半分こ
『しあわせ半分こ』（しあわせはんぶんこ）は、高橋千鶴による日本の漫画。
『なかよし』（講談社）にて1979年6月号から同年11月号まで連載された。全6話。単行本は同社の講談社コミックスなかよしより全1巻。

## あらすじ
中学2年生の彩子と1歳上の姉・章子は花屋の娘。仲の良い姉妹なのだが、しょっちゅう同じ相手を好きになっては、恋の鞘当てをしていた。やがて、家庭問題などの波乱を経ながら、各々の恋にたどり着いたかに見えたが……。

## 登場人物
小西彩子（こにし あやこ）
主人公。通称「さいこ」。面食いで惚れっぽかったのだが、徐々に（それほどハンサムという訳でもない筈の）森くん（後述）が気になり始めた。薬（一般用医薬品）の濫用癖がある。
小西章子（こにし あきこ）
通称「しょうこ」（彩子からも、こう呼び捨てされる）。ポニーテールの眼鏡っ娘。紆余曲折を経て、以前想っていた（彩子の知らなかった）相手と両想いに。
森（もり）
彩子のクラスメート。彩子からは「ばか森」と呼ばれる。何かと彩子に突っ掛かってきて（傍目には彩子に気がある素振りも見せて）いたが、お互い素直になれないまま、最終回で転校してしまった。
小西透（こにし とおる）
章子と彩子の兄で、大学生。妹達からは「透ちゃん」と呼ばれる。ハンサムで、もてる。級友の女性（背が高く、彩子と章子に男性と間違われて恋された）に射止められた。

## 書誌情報
- 高橋千鶴 『しあわせ半分こ』 講談社〈講談社コミックスなかよし〉、1980年6月5日第1刷発行、ISBN 4-06-108357-0